# Storia di Cortina d'Ampezzo

## Preistoria e antichità

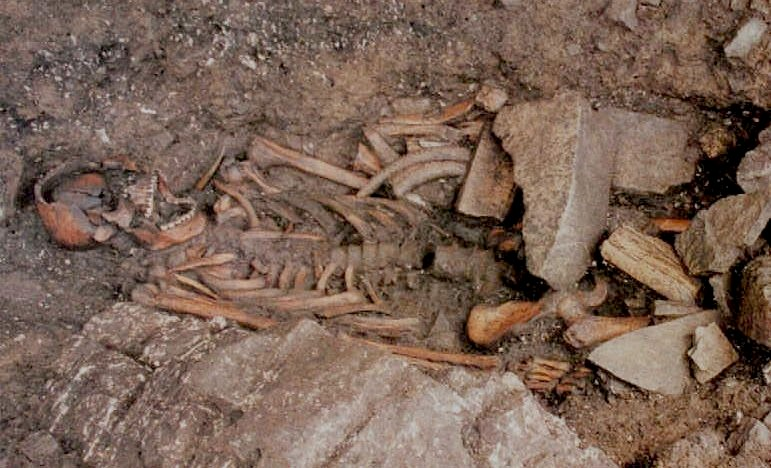
Lo scheletro dell'Uomo di Mondeval, ritrovato poco distante dalla Valle d'Ampezzo, in territorio di San Vito di Cadore, e oggi conservato nel museo di Selva di Cadore.

I ritrovamenti di una sepoltura primitiva a Mondevàl de Sora e della celebre mummia del Similaun (risalenti rispettivamente al VI e al IV-III millennio a.C.), fanno pensare che l'arco dolomitico e alpino orientale fosse abitato già in epoca molto antica, ma per la conca ampezzana le informazioni sono molto scarse. È noto che diverse zone del contermine Cadore furono frequentate da tribù di Paleoveneti, ma nessuna loro testimonianza è stata rinvenuta in Ampezzo. In seguito il territorio cadorino fu interessato dall'insediamento dei celti carni, che furono probabilmente i primi a stabilirvisi definitivamente. A partire dal VI-V secolo a.C. fu introdotta in tutto il Cadore la scrittura a caratteri etruschi. I Romani, che conquistarono la zona, sottomisero gli abitanti locali, installandosi in diverse località. Anche con riguardo all'epoca romana, tuttavia, l'esiguità delle informazioni disponibili per Ampezzo non permette di trarre alcuna conclusione definitiva.

## Medioevo

### L'Alto Medioevo
Dopo la caduta dell'Impero romano d'Occidente, per otto secoli non si hanno più notizie dell'intera regione cadorina, di cui Ampezzo era parte integrante. Si ritiene che, in questo lungo periodo, una parte delle popolazioni romano-noriche stanziate nelle valli d'Isarco, della Rienza e della Drava, si rifugiò nelle valli poco antropizzate di Fassa, Badia, Gardena, Cordevole, Ampezzo Comelico e Centro Cadore fuggendo dalle invasioni barbariche e dando così origine ai ladini. Si sostiene altresì che all'epoca della calata dei Longobardi in Italia dovesse già esistere una comunità nella Valle d'Ampezzo, poiché, secondo la tradizione, in data 572 d.C. sarebbe avvenuto un miracolo ad opera della Madonna in difesa degli ampezzani, che le chiesero protezione dalle razzie longobarde. Certamente, però, la dominazione longobarda fu fondamentale per la formazione delle Regole d'Ampezzo, note rappresentanti del tipico istituto regoliero, di origine appunto longobarda. Sebbene le loro prime attestazioni in Ampezzo risalgano al XIII secolo, vista la loro matrice germanica è molto probabile abbiano radici più risalenti. Esse sono delle comunità familiari che possiedona il territorio collettivamente, avendolo acquistato non per feudo ma per allodio. Ai longobardi succedettero i franchi di Carlo Magno, e in quest'epoca si vennero a delineare i confini linguistici della zona: a nord dell'odierna Provincia di Belluno, nell'attuale Provincia autonoma di Bolzano, regione occupata nel VI secolo dai baiuvari o bavaresi, iniziò a diffondersi il tedesco, mentre a sud rimase in uso il latino tardo, che si differenziò poi nelle diverse varianti romanze (fra cui il ladino).

### Il Basso Medioevo

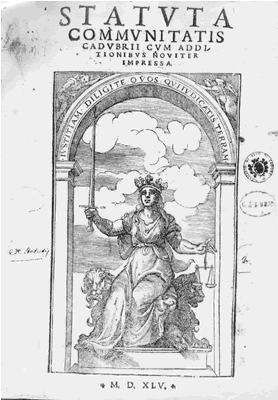
La prima pagina dello Statuto del Cadore in una stampa del 1545.

Sotto il regno di Berengario del Friuli, re d'Italia (X secolo), venne utilizzato per la prima volta il termine Cadubrium ("Cadore", dal nome che i Romani avevano dato alla popolazione che vi abitava, i Catubrini). È ragionevole pensare che già all'epoca Ampezzo ne facesse parte, sebbene manchino del tutto documenti coevi al riguardo. Nel 951 il territorio cadorino passò insieme alla Marca di Verona sotto il Ducato di Baviera divenendo così parte del Sacro Romano Impero. Il duca Enrico II di Baviera assegnò il Cadore ai vescovi di Frisinga , a cui rimase anche quando nel 976 la Marca passò al nuovo Ducato di Carinzia, eretto dall'imperatore Ottone II, mentre nel 1077 l'imperatore Enrico IV concesse l'area al Patriarcato di Aquileia. Fu probabilmente in seguito a questo fatto che venne eretto il Castello di Botestagno, di cui oggi rimangono solo poche rovine. Si ritiene tuttavia che il fortilizio patriarchino fu edificato partendo da un preesistente appostamento ligneo d'età longobarda. 
Nel 1135 il patriarca di Aquileia Pellegrino di Ortenburg concesse il feudo cadorino in vassallaggio proprio ad una nobile famiglia di origine longobarda, i da Camino. Il primo conte del Cadore, e dunque anche d'Ampezzo, fu proprio il nobile caminese Guecellone II. Pochi anni dopo, nel 1156, Ampicium de Cadubrio viene ricordato per la prima volta in un atto di compravendita: questa attestazione dà inizio alla storia documentata d'Ampezzo -le vicende precedenti sono solo supposizioni- e ne comprova l'appartenenza al Cadore. Il territorio ampezzano ne costituiva una delle dieci centene: esse erano originariamente zone abitate da circa cento famiglie, a capo delle quali vi era un officiale. 
Il Cadore ottenne dai da Camino, nel 1235, il riconoscimento dello Statuto caminese, una raccolta di norme consuetudinarie vigente in tutte le dieci centene, quindi anche in Ampezzo. Con la morte senza eredi maschi di Rizzardo III da Camino, in seguito alle ferite riportate in battaglia contro le truppe patriarchine, nel 1335 cessò la signoria caminese ed il feudo sarebbe dovuto tornare direttamente ai Patriarchi. Gli abitanti del Cadore decisero però di assumere il patrocinio delle tre figlie orfane di Rizzardo e con ciò anche la potestà feudale.
Dal 1337 i cadorini firmarono un patto con Giovanni Enrico, duca di Carinzia e conte del Tirolo e il fratello Carlo, re di Boemia (poi imperatore Carlo IV) e passarono sotto la loro protezione, ottenendo però il riconoscimento della propria autonomia amministrativa. Poco dopo, nel 1338, la Magnifica comunità del Cadore promulgò gli Statuti cadorini, alla stesura dei quali partecipò anche Giovanni da Chiave, all'epoca ufficiale (cioè capo della centena) d'Ampezzo. Lo Statuto prevedeva norme estremamente all'avanguardia per l'epoca: decretava l'uguaglianza di tutto il popolo davanti alle leggi comunitarie e la parità dei diritti tra uomini e donne - anche in seno alle istituzioni regoliere -, non riconosceva ai propri cittadini alcun titolo nobiliare (non vi erano dunque né nobili né servi della gleba), esentava dalla coscrizione militare, ridimensionava il potere del clero proibendo ai preti, tra l'altro, di raccogliere testamenti. Nel 1341 i conti del Tirolo Ludovico V di Baviera e Margherita Maultasch  recepirono il protettorato sul Cadore, ma nel 1347, quest'ultimo tornò direttamente soggetto ad Aquileia. Questo cambio di dominazione fu voluto dal patriarca Bertrando di San Genesio, che giunse con le sue truppe nel capoluogo, Pieve, nel maggio dello stesso anno. Egli riconobbe la validità degli Statuti, le istituzioni cadorine e il sistema di autogoverno, confermando la notevole autonomia del territorio.
La storia di Ampezzo segue quella del Cadore anche nei decenni successivi, che furono segnati da una prospera pace. A partire dal 1412, tuttavia, l'intero Patriarcato fu scosso da importanti eventi bellici che videro contrapporsi da una parte la Repubblica di Venezia, e dall'altra il Patriarcato di Aquileia ed il Sacro romano impero, di cui il precedente faceva parte. Le truppe veneziane riuscirono a conquistare anche il Castello di Botestagno, ma gli ampezzani, guidati da Antonio di Rasenà, si resero artefici di una coraggiosa impresa, riuscendo nel 1418 a riprenderlo in nome di Aquileia. Nonostante questo notevole successo, nel 1420 la Repubblica di Venezia fece capitolare l'antico Patriarcato, strappando gran parte dei suoi territori all'Imperatore. Tra di essi anche il Cadore, e quindi Ampezzo, che il Sacro romano impero non smise però di rivendicare. La situazione de iure venne regolata nel 1511, quando Ampezzo venne riaccorpato fra i domini imperiali, mentre il Cadore, in seguito alla rinuncia da parte di Massimiliano I, venne annesso anche formalmente dalla Repubblica di Venezia.

## Modernità

### La Guerra della Lega di Cambrai
Nel 1508 papa Giulio II organizzò una lega antiveneziana, nota come Lega di Cambrai, cui presero parte diversi Paesi, tra cui il Sacro romano impero. Il 22 febbraio di quello stesso anno, le truppe imperiali entrarono nella località ampezzana di Alverà, aggirando il Castello di Botestagno, nel quale i veneziani si erano asserragliati. Le truppe imperiali continuarono la marcia verso sud, sconfiggendo un manipolo di truppe cadorine delle Serenissima presso la chiusa di Venàs. Negli anni successivi la guerra procedette in un continuo andirivieni di truppe veneziane da sud e di lanzichenecchi tedeschi da nord. Il 18 ottobre 1511 le truppe imperiali espugnarono la rocca di Botestagno, assumendo del tutto il controllo d'Ampezzo, e il 21 ottobre l'imperatore Massimiliano I si presentò di persona agli ampezzani richiedendo l'atto di sottomissione: essi fecero omaggio al nuovo sovrano e ottennero in cambio il mantenimento di tutti i privilegi - compresi quelli contemplati negli Statuti cadorini - di cui la comunità aveva goduto sotto Venezia, oltre all'assicurazione che non sarebbero stati aggregati alla Pusteria. Terminava così la lunga appartenenza al Cadore d'Ampezzo, e si compiva il distacco politico ed amministrativo fra le due aree, che perdurò fino al 1923, quando il territorio ampezzano fu aggregato alla Provincia di Belluno.

### L'autonomia nell'Impero
Nel 1531 Ampezzo fu incorporato alla Contea del Tirolo, mantenendo tuttavia un notevole grado di autonomia. I suoi abitanti, per concessione di Massimiliano I, continuarono a reggersi secondo gli Statuti cadorini, e alle funzioni della Magnifica comunità di Cadore subentrò la comunità locale, che nel XVII secolo assunse la denominazione di Magnifica comunità d'Ampezzo. Gli imperatori successori di Massimiliano I confermarono regolarmente i privilegi riconosciuti dal monarca ad Ampezzo, che visse prosperamente per quasi tre secoli godendo di un'invidiabile autonomia. Tale florido periodo cessò però con Giuseppe II (1741-1790), il quale abrogò gli Statuti e tutte le autonomie concessi agli ampezzani.

## Ottocento
Lo scoppio della rivoluzione francese e l'ascesa dell'Impero francese, determinò calamitose conseguenze in Ampezzo, che nel 1809 subì movimenti di truppe, incendi e saccheggi. Una colonna franco-italiana invase ed occupò definitivamente il territorio il 31 agosto dello stesso anno. Il 28 febbraio del 1810 Ampezzo, assieme a Dobbiaco, venne aggregato al Cadore. Questa situazione, tuttavia, non era destinata a durare: la disastrosa spedizione in Russia nel 1812 e la caduta di Napoleone Bonaparte, fecero sì che i due paesi tornassero sotto il dominio asburgico. Ampezzo si trovò anzi non più in zona di confine, bensì in pieno entroterra imperiale, giacché Vienna era riuscita ad annettersi tutti i territori che erano appartenuti alla decaduta Repubblica di Venezia col Trattato di Campoformio del 1797.
Allo scoppio della grande rivoluzione europea del 1848, in Ampezzo non ci furono ribellioni, a differenza del vicino Cadore dove per mesi infuriarono ribellioni e sommosse, come in numerosi territori italiani, asburgici ed europei. Tale fedeltà fu presto premiata: quando l'intero Lombardo-Veneto fu pacificato, iniziò nell'Impero austriaco un lungo periodo di riforme, di cui Ampezzo poté beneficiare.
Sul finire dell'Ottocento, il territorio conobbe turisticamente il suo primo periodo d'oro: scoperta dalla nobiltà austro-tedesca e dall'alta borghesia inglese, francese e statunitense, grazie alla sua straordinaria bellezza divenne una nuova St. Moritz, frequentata come luogo di villeggiatura estiva e invernale. Nel 1907, ad esempio, Alberto I di Sassonia-Coburgo-Gotha, re del Belgio, si recò in villeggiatura in Ampezzo, innamorandosene. Fu un appassionato alpinista, e per molti anni continuò a frequentare questa località, dedicandosi al proprio sport preferito, ed eleggendola a meta turistica del gotha internazionale. I villeggianti invernali cominciarono a mettere gli sci ai piedi, scendendo per le piste (ancora non battute) in neve fresca.
Ampezzo, area già da secoli benestante in virtù della propria autonomia e della lungimirante amministrazione asburgica, si arricchì ulteriormente. Nello stesso periodo nel vicino Cadore non si sviluppò il turismo, e il territorio fu soggetto (come il vicino Veneto, il Friuli ed il Trentino) ad una forte emigrazione. Cortina, capoluogo d'Ampezzo, divenne internazionalmente conosciuta come "Regina delle Dolomiti" e "Perla delle Alpi".
Questo accresciuto benessere portò anche a innovazioni urbanistiche, simboleggiate dal famoso campanile della chiesa parrocchiale, eretto tra il 1850 e il 1858 dall'ampezzano Silvestro Franceschi. I primi alberghi ampi e lussuosi, destinati ad accogliere ricchi villeggianti, cominciarono a caratterizzare il paesaggio della valle. Dal punto di vista sociale prosperarono gli enti corporativi e mutualistici: 1893 fu creata la Società cooperativa di consumo d'Ampezzo, e vennero inoltre fondate la Cassa rurale e numerose associazioni, e nel 1903 fu il turno dello Sci club Cortina. Questo periodo aureo fu bruscmente interrotto con la prima guerra mondiale, quando Ampezzo divenne uno dei luoghi più occupati dal conflitto.

## Novecento

### La Prima guerra mondiale
dicon che gettan fiori... ohilà!

tedeschi traditori

è giunta l'ora, subito fora,

subito fora dovete andar.»
(Bombardano Cortina, canto alpino della Grande Guerra)

Una postazione italiana sulla Tofana de inze, settembre '17.

Il cappellano militare don Feliciano Marini celebra la messa di Ferragosto davanti all'Albergo Cinque Torri con tutto il Reparto Someggiato del R. Esercito Italiano.

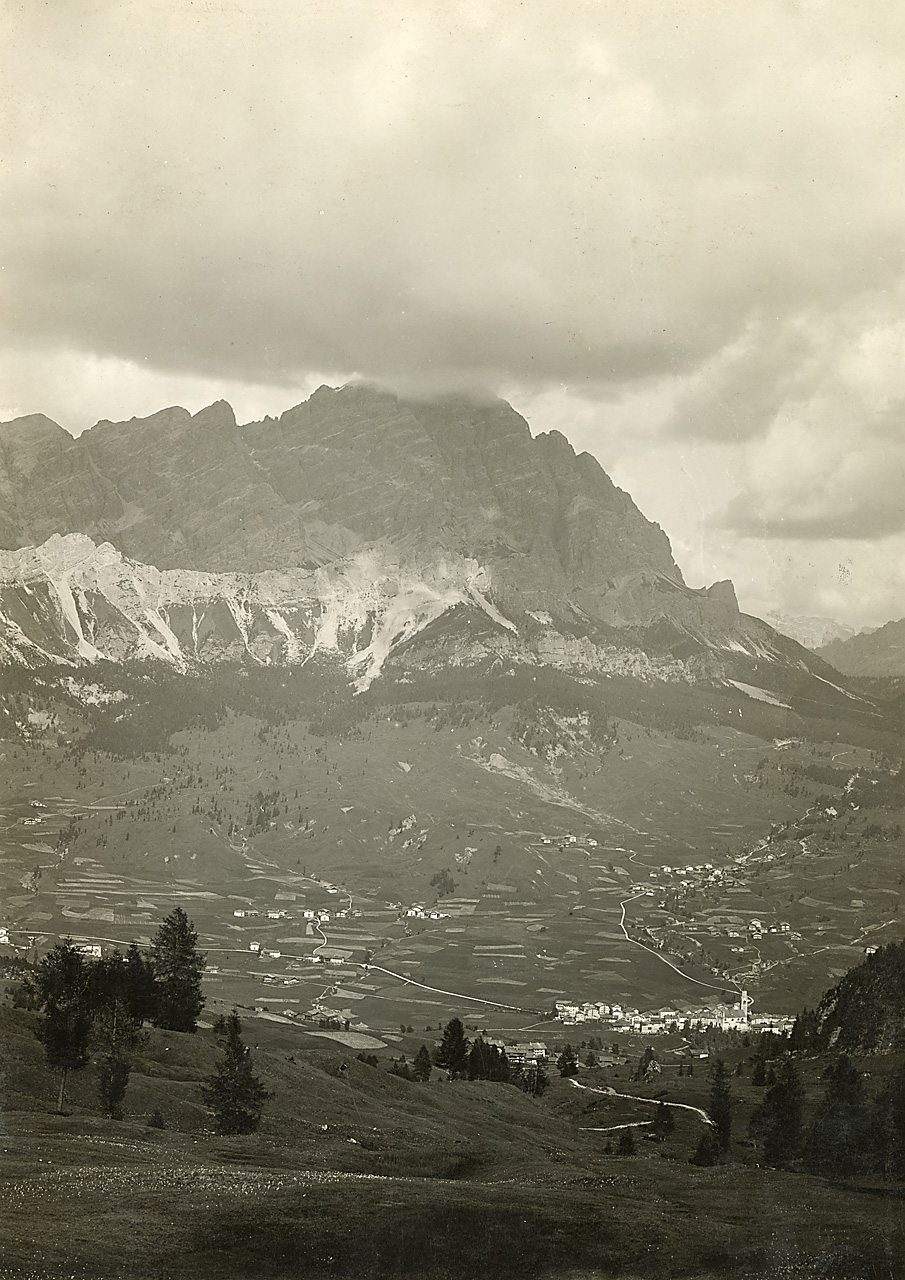
Ampezzo durante gli anni della Grande Guerra

Dal 28 luglio 1914, giorno dell'apertura delle ostilità, gli uomini ampezzani vennero mandati a combattere per l'Impero austro-ungarico sui Carpazi, in Galizia, sulla frontiera con la Russia. Il 16 maggio del 1915, quando ormai la dichiarazione di guerra da parte del Regno d'Italia era imminente, in Ampezzo si chiamarono alla visita militare tutti gli uomini non ancora arruolati d'età compresa fra i 16 e i 50 anni, inquadrati negli Standschützen (tiratori scelti) o nel k.k. Landsturm (milizia territoriale). Vennero chiamati alle armi 669 locali, più 35 lavoratori, e mandati a difendere le numerose postazioni militari che si andavano costruendo sui monti circostanti.
Il 23 maggio 1915 il Regno d'Italia inviò la dichiarazione di guerra a Vienna, comunicando l'inizio delle ostilità per la mezzanotte. Alle ore 18:00 del 24 maggio, gli Italiani varcarono il confine ad Acquabona, dando inizio ai combattimenti in Ampezzo. Il 27 maggio dal Passo Tre Croci scesero due compagnie italiane, e il giorno successivo, 28 maggio, otto fanti della Brigata Marche entrarono in Ampezzo, proseguendo per Zuel, senza imbattersi in alcun soldato austriaco.
Le forze austriache, come in altri punti del fronte alpino, avevano effettuato una ritirata strategica, abbandonando il fondovalle e appostandosi sulle montagne adiacenti ad essa e in punti ben difendibili. In questo modo, l'esercito asburgico ebbe l'enorme vantaggio di trincerarsi per primo sui monti più alti, lasciando ai nemici soltanto le postazioni più basse, secondo le concezioni strategiche dell'epoca. Si pensava (erroneamente) che le valli fossero esposte ai cannoneggiamenti e che in esse fosso arduo compiere assalti (concezione che fu clamorosamente smentita nella Battaglia di Caporetto).
In tutto il fronte alpino, l'Austria-Ungheria ebbe sempre una strategia difensiva (tranne che nella Battaglia degli Altipiani).  Le posizioni alpine erano infatti facilmente difendibili, anche con le poche forze che gli asburgici avevano in questa zona. Gli austriaci contennero gli assalti italiani, talvolta compiuti con l'ausilio di mine. Eccezion fatta per arretramenti, la linea difensiva rimase pressoché invariata sino alla conclusione del conflitto. 

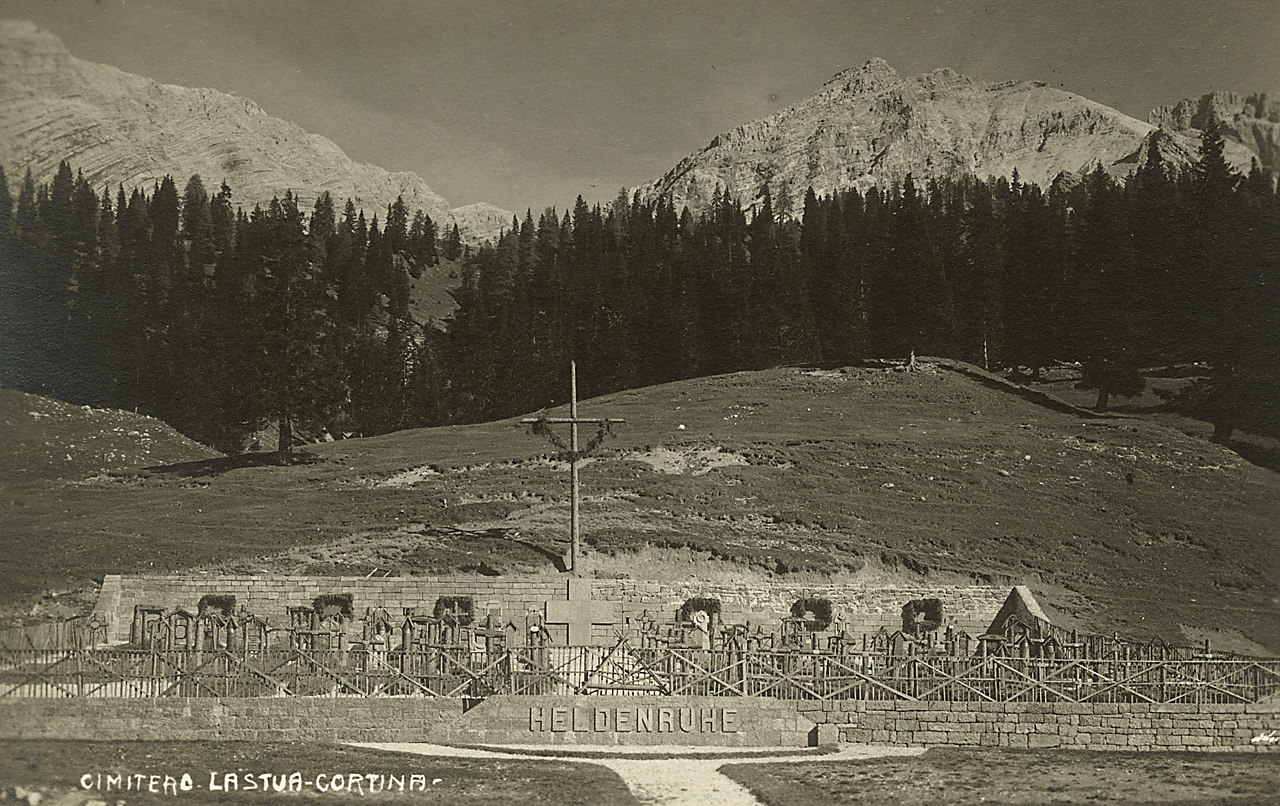
Piccolo cimitero militare della prima guerra mondiale, presso Ra Stua.

Un gruppo di Standschützen riprende Ampezzo dopo la disfatta italiana di Caporetto (1917)

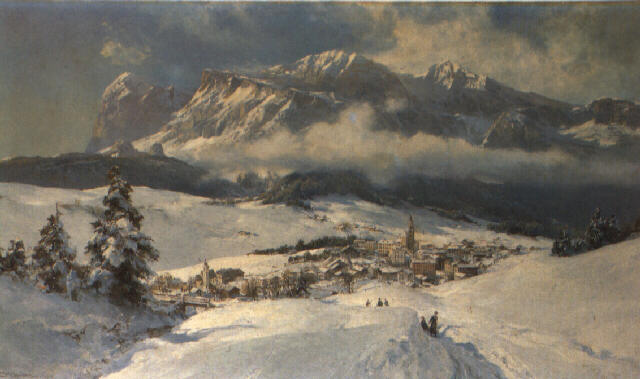
Edward Theodore Compton, Panoramablick auf Cortina d'Ampezzo, olio su tela, 1918.

Cominciò così una logorante guerra di trincea che durò fino al novembre del '17. Sul Col di Lana, sul Monte Piana, al Passo Falzarego, sulle Tofane, alle Cinque Torri e in molti altri luoghi vennero sacrificate migliaia di giovani vite da entrambe le parti. Si compivano cariche alla baionetta sotto i colpi delle mitragliatrici, si usavano gas asfissianti, granate e obici. I soldati erano costretti a passare all'aperto ogni stagione, dalla mite estate al nevosissimo inverno, notte e giorno, esposti all'umidità e al gelo, morendo per le ferite riportate durante gli scontri, o per le diffuse epidemie di colera, polmonite e dissenteria. Sia le truppe italiane che quelle austro-ungariche si batterono con valore, fin quando, inaspettato, giunse per gli italiani l'ordine di ritirata: a Caporetto gli austro-tedeschi avevano sfondato le linee italiane, dilagando nella Pianura veneto-friulana fino al Piave. Nonostante la rabbia dei soldati, che non accettavano di lasciare i monti conquistati col sangue di migliaia di commilitoni, gli italiani ripiegarono, lasciando Ampezzo in mano agli austriaci. L'anno successivo, tuttavia, la situazione si ribaltò: definitivamente sconfitti a Vittorio Veneto, il 3 novembre 1918 gli austro-ungarici firmarono l'armistizio con l'Italia, con applicazione della cessazione dei combattimenti dal giorno successivo.
Le truppe italiane tornarono in Ampezzo, entrarono a Cortina, e occuparono il resto del Tirolo meridionale. Al Passo del Brennero fu posta la nuova frontiera con la neonata Austria a seguito degli accordi di pace di Parigi. I nuovi confini furono "consacrati" erigendo molti cimiteri di guerra, di medie e piccole dimensioni, un po' in tutta l'area delle Alpi orientali, in cui furono raccolte spoglie di tutti i soldati (di ogni cultura e nazione) che morirono sulle Dolomiti.

### Il dopoguerra e il Ventennio fascista
Con il Trattato di Saint-Germain, che ne sancì l'annessione all'Italia, Ampezzo venne accorpato alla Provincia di Trento: cominciò così il "capitolo italiano" della storia ampezzana. Nel 1921 fu inaugurata la Ferrovia delle Dolomiti, collegante Calalzo di Cadore, Ampezzo e Dobbiaco, che rimase in funzione fino al 1964; dal punto di vista amministrativo, invece, il 21 gennaio 1923 il comune fu assegnato alla provincia di Belluno., ed il suo nome mutato da "Ampezzo" a "Cortina d'Ampezzo".
A seguito della grande depressione del '29, il territorio subì una brusca battuta d'arresto sul piano economico: centinaia di piccoli risparmiatori d'Ampezzo e delle altre vallate dolomitiche videro sfumare le proprie ricchezze e anche alcuni tra i maggiori albergatori locali furono costretti a chiudere: nel 1931 fallì Amedeo Girardi, proprietario dell'omonimo hotel, mentre l'anno successivo dichiarò bancarotta l'Albergo Tre Croci, proprietà della famiglia Menardi.

Il ministro de Stefani in slitta con la moglie, durante una villeggiatura a Cortina nell'inverno 1940.

A partire dagli anni trenta, Ampezzo divenne però meta turistica prediletta dalle più alte gerarchie fasciste: il Ministro del tesoro e delle finanze Alberto de Stefani, per esempio, comprò casa a Manaigo nel 1933, i segretari nazionali del PNF Giovanni Battista Giuriati ed Achille Starace vi passarono sovente la propria villeggiatura, mentre Italo Balbo si fece costruire uno chalet nei pressi del vicino lago di Misurina. In questo stesso decennio e nei primissimi anni quaranta vi furono un notevole sviluppo degli impianti sciistici e un successivo boom del turismo (tra il 1930 e il 1940 le presenze negli alberghi ampezzani furono in costante aumento), nonché la nascita della Scuola sci Cortina (nel 1933; fu la prima scuola di sci riconosciuta dalla F.I.S.I. in Italia) e del Notiziario di Cortina, il giornale locale (nel 1936).
Contemporaneamente, però, Ampezzo fu oggetto ad una politica di omogeneizzazione etnico-linguistica da parte del governo fascista, fermamente intenzionato ad italianizzare la località già asburgica e tirolese. L'idioma ladino, lingua madre per l'intera popolazione locale fu ostracizzato dalle nuove autorità, punendo ad esempio i bambini che ne facevano uso; feste tradizionali legate alla cultura tirolese (fuochi del Sacro Cuore, sceiba) vennero messe al bando; gli uffici pubblici vennero affidati a soggetti provenienti da altre parti d'Italia; le strade vennero ribattezzate con nomi patriottici (ad esempio, Via Cesare Battisti, o Corso Vittorio Emanuele); la toponomastica ladina fu italianizzata (ad esempio Ru de ra jeres divenne Rio Gere, Laguscin divenne Lago Scin, Ponte de ra Zesa divenne Pontechiesa). Questo fu un durissimo colpo per la popolazione ampezzana, la quale non aveva mai sperimentato nulla di simile, avendo per secoli goduto di autonomia giuridica ed amministrativa.

### La Seconda guerra mondiale e la nascita della Repubblica
Il 10 giugno 1940 l'Italia scese in guerra a fianco della Germania nazista. In tutto lo Stato si fecero sentire pesantemente le ristrettezze dovute al conflitto: fu vietata, per esempio, la consumazione di carne dal martedì al venerdì compresi; nessuna deroga per gli atleti che disputarono i campionati del mondo di sci sulle piste ampezzane nel febbraio del '41. Dopo l'armistizio di Cassabile, le forze armate tedesche occuparono il territorio italiano (Operazione Alarico). Il 12 settembre i nazisti entrarono in Ampezzo. Le province di Bolzano, Trento e Belluno furono incluse nella Operationszone Alpenvorland e annesse al Terzo Reich: come tale, in questa zona d'Italia vennero precettati i giovani in età da militare, inquadrati nella Wehrmacht e molti inviati al fronte.
Lo stillicidio continuo di caduti colpì pesantemente la popolazione ampezzana: i caduti in guerra furono 51 (31 sul solo fronte russo) più altri 10 civili. L'anno successivo, il '44, il paese divenne città ospedale, sicura dai bombardamenti ma affollata di invalidi di guerra. Infine, il 2 maggio 1945 i partigiani della Brigata Garibaldi Pier Fortunato Calvi, che operava in Ampezzo, in Cadore e in Val Pusteria, raggiunsero la Conca, seguiti la mattina  5 maggio dalle truppe americane: la guerra era finita.
Al referendum istituzionale del 1946, inseriti nella circoscrizione elettorale Udine-Belluno, gli elettori ampezzani assegnarono 851 voti alla Repubblica (53,2%) e 747 alla monarchia (46,7%).

Il campione austriaco Toni Sailer durante la discesa di slalom gigante alle Olimpiadi invernali in Ampezzo.

### Le Olimpiadi invernali del 1956
Come stabilito dal CIO nel 1930, il paese si era aggiudicato il compito di ospitare i VII Giochi olimpici invernali del '44, che a causa della guerra non furono mai disputati. Fu così che nel '47 si tornò a parlare di tale evento in consiglio comunale. Tuttavia la proposta fu accolta tiepidamente dall'amministrazione, tanto che si pensò di chiedere il parere della comunità tramite un referendum. A sbloccare la situazione giunse da Roma la promessa che il CONI avrebbe pagato tutte le spese della preparazione. Rassicurati dunque dalla conferma che non il comune ma il governo avrebbe pagato le costose infrastrutture, il 30 novembre 1948 si decise di chiedere ufficialmente che la VII Olimpiade invernale del '56 fosse assegnata a Ampezzo. Il 4 aprile 1949 giunse l'accettazione della proposta da parte del CIO.
I problemi che gli organizzatori dovettero affrontare furono immani: per questo motivo fu creato un ente apposito e a presiederlo fu chiamato Otto Menardi. In primis si decise di potenziare e ampliare le strutture sportive: tra il 1952 e il 1955 venne creato uno Stadio del Ghiaccio per alcune competizioni di pattinaggio (quelle di velocità furono disputate al Lago di Misurina, a pochi chilometri da Cortina). Furono inoltre costruiti un trampolino per il salto, la pista da bob e gli impianti di risalita con le relative piste per le gare di sci. Furono infine potenziate le infrastrutture che collegavano il paese alle zone circostanti: la SS51 venne resa ovunque più scorrevole, e si pensò di riammodernare il materiale rotabile della vecchia Ferrovia delle Dolomiti acquistando due nuovi locomotori. La capacità ricettiva fu portata a circa 8.000 letti.

Il logo dei VII Giochi Olimpici Invernali.

Il 26 gennaio 1956 il Presidente Gronchi inaugurò i VII Giochi olimpici invernali, la prima ad essere trasmessa per televisione; allo stadio olimpico del ghiaccio giunse la fiaccola olimpica, benedetta da papa Pio XII, che aveva fatto il giro dell'Italia. Per la prima volta, il giuramento olimpico fu pronunciato a nome di tutti i concorrenti da una donna, Giuliana Minuzzo, atleta italiana che partecipò per lo sci alpino. A tale manifestazione sportiva presero parte i rappresentanti di ben 32 nazioni (per un totale di 821 atleti - 134 donne e 687 uomini) tra cui per la prima volta anche l'URSS, che sottrasse numerosissime medaglie agli atleti nordeuropei, attestandosi al primo posto nel medagliere. I partecipanti segnarono una grandissima quantità di record, addirittura 73 record olimpici sulla sola pista di Misurina. In particolare fu notissima la figura dell'austriaco Toni Sailer, che si aggiudicò tutti e tre gli ori in palio nelle gare di sci alpino maschile.
Gli atleti italiani vinsero tre medaglie, un oro e due argenti. Questi ultimi furono conquistati proprio da un bobbista ampezzano, il leggendario Eugenio Monti.
Giunse infine il termine delle competizioni anche per questa Olimpiade, e il 5 febbraio si tennero le celebrazioni di chiusura. Per Ampezzo ed i suoi abitanti una nuova era si era aperta: già dall'inverno successivo ai giochi olimpici, Ampezzo registrò un afflusso turistico da record. I prezzi ancora accessibili di case e alberghi, la forte ripresa dell'economia italiana e la fama internazionale acquisita dalla località grazie alla manifestazione sportiva, la fecero diventare in voga in tutt'Italia e in gran parte d'Europa. In breve tempo vennero costruite decine e decine di nuovi edifici abitativi, richiestissimi dalle centinaia di villeggianti provenienti dalle città.

## Attualità

### Proposta di aggregazione alla Provincia autonoma di Bolzano - Trentino-Alto Adige/Südtirol
Con l'inizio del nuovo millennio, si è riaperta la discussione di un possibile passaggio della località ampezzana, insieme ai comuni di Livinallongo del Col di Lana e Colle Santa Lucia, alla limitrofa provincia autonoma di Bolzano, e quindi alla Regione Trentino-Alto Adige/Südtirol, situazione che porterebbe notevoli vantaggi economici a tutta la comunità locale, tramite un referendum popolare tenutosi il 28 e il 29 ottobre 2007. L'esito della votazione è stato favorevole al cambio di regione con l'appoggio di circa l'80% dei votanti. La richiesta dovrà essere adesso sottoposta al Parlamento italiano e dovrà essere varata dai due consigli, quello provinciale di Bolzano, e quelli regionali del Trentino-Alto Adige e del Veneto. Sul passaggio alla Provincia di Bolzano si dovrà esprimere anche l'Austria, paese garante nel trattato internazionale che istituì la regione autonoma Trentino-Alto Adige. Attualmente il Parlamento non ha ancora esaminato la richiesta di cambio di Regione come previsto dalla Costituzione.

### Filmografia
- Te recordesto... Cortina d'Ampezzo e i suoi ricordi della Grande Guerra, regia di Franco Vecchiato, prodotto da "Museo della Grande Guerra".